# Momârlani
Momârlanii sunt o comunitate mică din România, o populație așezată în Valea Jiului. Numărul lor este estimat undeva între 10.000 și 20.000.

## Comunitate și situare geografică
Momârlanii sunt locuitori ai Văii Jiului, depresiunea înconjurată de munții Șureanu, Parâng, Vâlcan și Retezat, străbătută de cele două Jiuri, de Est sau Ardelean, și de Vest sau Românesc. Ei au format o comunitate de o rară stabilitate și trăinicie în timp, care a rămas până în ultima vreme foarte puțin cunoscută.

## Termenul „momârlan”
Termenul „momârlan” a fost și este încă puternic controversat.
1. Unii cercetători spun că termenul derivă din limba latină, de la momo (țăran) și lan (băștinaș)[2]. Dar Dicționarul latin-român nu înregistrează existența niciunuia din acești doi termeni.[3] Ar mai exista posibilitatea unei trimiteri incerte și neverificabile la latina populară, dar, fiind vorba numai de o presupunere, nu se poate miza pe ea.
2. Alții susțin că momârlan este un termen relativ nou, apărut după 1870 și împământenit odată cu începerea explorărilor și exploatărilor miniere din Valea Jiului. El derivă din limba maghiară, și se presupune că la originea denumirii stau autoritățile maghiare. Se presupune că datorită portului popular similar cu cel al dacilor, reprezentat pe columna lui Traian, autoritățile ar fi tras concluzia că „Aceștia sunt rămășițe de daci”,și că s-ar fi exprimat în limba maghiară, limbă în care rămășiță se zice  maradvány. Și se mai presupune că localnicii, care îi auzeau pe domni vorbind, dar nu cunoșteau limba, au transformat cuvântul maradvány în „momârlanii”, adaptând astfel cuvântul unguresc la limba română.[4]. Dar este evident că această încercare de a explica derivarea cuvântului momârlan din  maradvány este forțată, fonetic nu se putea obține o astfel de derivare. Mai mult decât atât,  termenul maghiar maradvány  înseamnă, conform dicționarelor, rămășiță, și atât, fără nicio referire la daci. Din punctul de vedere al autorităților imperiale, era o rămățiță de populație care trebuia asimilată. Deci apelativul avea sens peiorativ. Or momârlanii sunt atât de mândri de numele lor, încât nu e posibil ca ei să-și fi însușit un apelativ cu sens peiorativ. Mai mult, faptul că numele de momârlan a intrat în mai toate strigăturile / minciunile lor dovedește că are o tradiție și o vechime mult mai mare decât ar fi necesar ca, sub stăpânirea austro-ungară, termenul să se cristalizeze și să se modifice, apoi să fie adoptat. Mărturii demne de luat în seamă pentru aceasta avem chiar în afirmațiile localnicilor.  De exemplu: la Primăria Petroșani,”Simion Blaj a mai venit cu o cerere, una într-adevăr inedită și interesantă. Omul solicita ca să nu se mai folosească termenul de „momârlan” pentru localnicii din Valea Jiului, susținând că acesta este un termen rușinos, urât, dat de maghiari în râs băștinașilor”.[5]
3. Un alt punct de vedere, relativ recent, susține că momârlanii și-ar fi insușit porecla dată lor de lucrători italieni veniți la lucru la mină în Valea Jiului, nume care le evoca lor muntele Marmorlada. dar mărturii ale celor care au lucrat împreună cu acești lucrători italieni dovedesc faptul că acest nume era dat în batjocură.[6] Ori, logic este împosibil ca momârlanii, care sunt atât de mândri de numele lor, să fi adoptat un nume dat lor de „barabe”, (venetici), și încă spus în batjocură.
4. În ambele cazuri,(că numele ar proveni pe filieră maghiară sau italiană), cazuri care se referă doar la o perioadă relativ recentă, este vorba, de fapt, de adăugare de conotații peiorative la un termen deja existent. Așa de explică faptul că termenul era de fapt ocolit în publicistica vremii. Și tot așa se explică faptul că,în „Dicționarul explicativ al limbii române”, editat de Academia Română, Institutul de Lingvistică „Iorgu Iordan”, Buc., 1996,nu există termenul de momârlan ca desemnând un membru al unei comunități istoric constituită, ci doar un termen cu sens peiorativ general explicabil, Aceasta datorită faptului că informațiile au fost culese din exteriorul acestei comunități, prin prisma acestor conotații peiorative.[6]  Cu atât mai mult, cu cât comunitatea de momârlani a fost, de-a lungul existenței sale, extrem de închisă față de orice imixtiuni, fapt care a făcut, de fapt, posibilă păstrarea tradițiilor sale de o deosebită frumusețe, tradiții viabile și acum, la începutul mileniului trei.
5. Fără a se anula ideea că momârlanii sunt continuatori ai dacilor, cercetări mai noi dovedesc, cu argumente lingvistice și documentare  faptul că  numele de momârlan este mai vechi decât perioada dominației austro-ungare sau decât venirea lucrătorilor italieni la minele din Valea Jiului. Era numele cu care ei se denumeau pentru a se deosebi între jieni, termen cu caracter mai general, care a existat și există și astăzi, folosit cu referire la toți locuitorii de pe malurile Jiurilor, deci o  denumire care depășește cu mult zona Văii Jiului.

Termenul momârlan , are deci o istorie îndelungată. Băștinași în vârstă susțin că el ar veni de la momârlele (momâi, oameni de piatră) ridicate pe culmile de munte,  pentru închinăciune și pentru orientare.
Cercetări lingvistice dovedesc faptul că sursa numelui poate fi foarte veche, și anume pre-indo-europeană, care duce la rădăcina moma cu sens de mamă și de a conduce.  Or, momârlanii, păstori care au cutreierat  cu turmele lor pășunile din munți,  sunt cei care au ridicat pe culmi de munte acele „momârle” sau „momâi”, cu termenul mai nou de „oameni de piatră”, cu rol cultic, închinate mumei pământului, și de orientare. De aceste „momârle”, sau „momâi”, este legat termenul de momârlan. În ambele variante de denumire veche a oamenilor de piatră avem rădăcina moma. Deci momârlanii se denumeau ca locuitori din ținutul momârlelor, ca fiind cei care au ridicat momârle.. De specificat că forma particulară „momârlă” pentru oamenii de piatră există numai la momârlani.
Ținând cont de faptul că la momârlani credințele precreștine au fost foarte puternice, coexistând chiar și azi cu credința creștină, a ridica momârle/momâi pentru a se închina mumei pământului este mai mult decât plauzibil, cu atât mai mult cu cât ei cutreierau mult cu turmele culmile de munți și aveau nevoie atât de ocrotire, cât și de orientare.
Deci explicarea termenului de momârlan ca derivând de la „momârlă”, termenul autohton, vechi, pentru „om de piatră”, „momâie”, este singura variantă care rezistă la o examinare lingvistică, documentar-istorică și logică.

## Tradiții și obiceiuri
Momârlanii își construiesc casele din bârne necioplite, încheiate la capete cu îmbucături de formă pătrată sau dreptunghiulară. Hainele de sărbători ale momârlanilor constau din pantaloni strâmți și cămașa până la genunchi. Această populație a păstrat o serie de practici precreștine, între care și obiceiul îngropatului morților în curtea de lângă casă.
Obiceiul îngropării morților în grădina din apropierea casei își are rădăcinile în urmă cu mai bine de 500 de ani, când exista credința că morții, ca și viii, trebuie să se afle în apropierea familiei, chiar și după ce au trecut la cele sfinte. Astfel, ei puteau să aibă parte de liniște și să nu se transforme în ființe malefice, să nu devină strigoi sau moroi. Locul în care oamenii erau îngropați căpăta denumirea de „morminți de ogradă” sau „morminți de curte”.
Printre sărbătorile specifice momârlanilor se numără Colindul pițărăilor
și Nedeile